# Listă de comuniști români
 Lista cuprinde persoane care și-au legat numele de comunism în România, inclusiv membri ai conducerii politice din România dintre 1944 și 1989.

## Activiști comuniști
- Ștefan Andrei
- Gheorghe Apostol
- Alexandru Babe
- Alexandru Bîrlădeanu
- Emil Bodnăraș (1904-1976)
- Petre Borilă (Iordan Dragan Rusev)
- Silviu Brucan
- Emilian Bucov
- Mozeș Cahana
- Nicolae Ceaușescu (1918-1989)
- Iosif Chișinevschi (Iacob Broitman)
- Ion Coman
- Miron Constantinescu
- Constantin Dăscălescu
- Ion Dincă
- Alexandru Drăghici
- Florea Dumitrescu
- Ștefan Foriș István Fóris
- Teohari Georgescu
- Gheorghe Gheorghiu-Dej
- Petre Gigea
- Dr. Petru Groza
- Nestor Ignat
- Ion Iliescu
- Ioan Ioniță
- Remus Kofler
- Andrei Lupan
- Vasile Luca Luka László
- George Macovescu
- Ion Gheorghe Maurer
- Corneliu Mănescu
- Manea Mănescu
- George Meniuc
- Vasile Milea
- Alexandru Moghioroș Mogyorós
- Paul Niculescu-Mizil
- Constantin Olteanu
- Ana Pauker (1893-1960)
- Gheorghe Paraschiv
- Miron Radu Paraschivescu
- Lucrețiu Pătrășcanu
- Ion Pățan
- Virgil Pârvu
- Dumitru Petrescu
- Gheorghe Pintilie Pantiușa (n. Timofei Bodnarenko)
- Constantin Pîrvulescu
- Grigore Preoteasa
- Iosif Rangheț
- Leonte Răutu Lev Oigenstein (Augenstein)
- Mihail Roller
- Valter Roman Ernő Neuländer
- Alexandru Rubinștein
- Leontin Sălăjan Leon Silaghi (Szilágyi)
- Samson Șleahu
- Chivu Stoica
- Traian Șelmaru
- Leonte Tismăneanu (Leon Moiseevici Tismenețki)
- Ilie Verdeț
- Aurel Vijoli
- Ostap Vîlșina
- Ștefan Voitec
- Dumitru Coliu (Dimităr Colev)
- Ion Vințe (Vincze János)
- Nicolae Moraru[1]